# Wohnturm Berneburg
Der Wohnturm Berneburg ist heute ein denkmalgeschütztes Profangebäude in Berneburg, einem Stadtteil von Sontra im Werra-Meißner-Kreis (Hessen). Er ist ein schönes Beispiel einer Kemenate. Der Wohnturm befindet sich heute im Eckpunkt zweier rechtwinklig an den Turm angrenzenden Fachwerkgebäude.

## Geschichte
Der Wohnturm wurde wahrscheinlich kurz vor oder nach 1385 errichtet, dem Jahr der angeblichen Zerstörung (im hessisch-thüringischen Erbfolgekrieg) der ursprünglichen Stammburg derer von Berneburg, die auf einem Felsenhügel hinter dem Ort gelegen haben soll, aber nie lokalisiert oder belegt werden konnte. Der Wohnturm, der durch seinen ursprünglich vorhandenen Burggraben auch als Turmburg angesehen werden kann, ist 1432 erstmals urkundlich erwähnt, als die Lehensübergabe an die Ritter Eghart von Röhrenfurt und Hermann Riedesel durch Hermann von Berneburg schriftlich festgehalten wird. 1469 starben die Herren von Berneburg aus. 1518 sind die von Hundelshausen und die von Biedenfeld zu gleichen Teilen als Burgherren nachgewiesen. 1527, im Jahr der Aufhebung des Klosters St. Cyriaci in Eschwege, die bis dahin Lehnsherren des Ortes Berneburg waren, werden die von Biedenfeld mit den Stein zum Löwenstein als nun hessische Lehensnehmer genannt. Sie gelten als letzte Bewohner der Kemenate. Sie verlor im 17. Jahrhundert endgültig ihre Bedeutung als Befestigung und wurde Teil eines Bauernhofes.

## Beschreibung
Der Wohnturm hat eine Seitenlänge von 10 m × 10 m. Im unteren Bereich weist er eine Wanddicke von etwa 1,50 m auf. Seine Höhe bis zum Dachansatz über alle fünf Geschosse, beträgt etwa 15 m. Die Wände im obersten Stockwerk des fünfstöckigen Gebäudes sind mit gekuppelten Fensteröffnungen gegliedert. Der hochgelegene Eingang befindet sich an der Nordseite. Der Wohnturm trägt ein abgewalmtes Ziegeldach.
An den Turm schließt sich ein Fachwerkhaus an, das 1656 für Hans Ernst von Biedenfeld gebaut wurde.
Der ehemalige Wassergraben ist vollständig eingeebnet, lässt sich aber noch als leichte Spur im Gelände zwischen dem Anwesen und dem Fluss Sontra erkennen.